# Emili Carles-Tolrà Bofill
Emili Carles-Tolrà Bofill (Castellar del Vallès, 7 de maig de 1927 - Barcelona, 9 de març de 2013) fou el quart marquès de Castellar del Vallès.
Fill de Josep Maria Carles-Tolrà Coll i besnet d'Emília Carles Tolrà, l'hereu del marquesat de Castellar del Vallès nasqué l'any 1927 al Palau Tolrà de la localitat, residència oficial dels marquesos. La majoria de la seva infantesa i joventut les passà en escoles estrangeres i, de fet, durant la guerra civil va viure amb la família a Itàlia fugint del conflicte bèl·lic, instal·lant-se posteriorment a París (França).
Després de la guerra va tornar a Barcelona, junt amb la família, i va estudiar al Liceu Francès de la capital catalana. A mitjans dels anys quaranta marxà a d'anys a Argentina amb l'objectiu d'aprofundir en el coneixement del món tèxtil, directament relacionat amb el negoci familiar. Aquesta formació va continuar amb posterioritat als Estats Units on va cursar Física i Llengua Espanyola a la universitat de Califòrnia-Los Angeles.
Durant els anys 50, s'estableix a Barcelona i contrau matrimoni amb Maria Rosa Dexeus Trias de Bes, que esdevindria marquesa, i es va establir a Barcelona exercint com a conseller de l'empresa famíliar de la Vídua Tolrà.